# 1865年大西洋飓风季
1865年大西洋飓风季包括两场登陆过的飓风，其中一场导致至少325人死亡。本季首场风暴是5月30日由船只在加勒比地区西部发现，一个月后，又有另一场风暴袭击德克萨斯州南部。8月下旬，第三号热带风暴沿南、北卡罗莱纳州海岸线平行移动。全季以第四场风暴持续时间最长，在小安的列斯群岛东侧形成后先吹袭瓜德罗普，之后又从路易斯安那州登岸，两次登陆都导致大量房屋被毁。第五场风暴的源头至今尚存争议，部分气象学家认为这是独立的天气系统，只是机缘巧合之下与第四号飓风一起在9月吹袭路易斯安那州，但也有观点认为五号风暴实际上就是四号飓风。9月下旬还有另一场飓风形成，接下来是巴拿马北面发展形成的第七场风暴，吹袭古巴和基韦斯特后于10月25日逐渐消散，提前为飓风季收尾。
研究人员一度认定这年8月下旬古巴上空曾有热带风暴存在，但缺乏实质证据。还有记载显示10月22日路易斯安那州上空有飓风经过，但无法确认这场风暴是否同飓风季中的其他气旋有关联。飓风季还可能有其他热带气旋形成，气象学家克里斯托弗·朗诗估计实际存在的风暴数可能比官方数据库要多六场，这些风暴可能是因规模太小、船只观测数据不足、经过的沿海地区人烟稀少等原因而无法确认存在。

## 风暴

### 第一号热带风暴
5月29日，从纽约出发，计划在尼加拉瓜东侧靠岸的船只“黄金法则号”（Golden Rule）在行进至加勒比海西部时遭遇热带风暴产生的狂风暴雨，最终于5月30日沉没。船员之后飘流到附近岛屿，经过十天的等待终于获两艘美国船只救援。估计风暴的风速达到每小时95公里，但具体移动路线已不可考。

### 第二号热带风暴
据《新奥尔良时报》（New Orleans Times）报导，6月30日，德克萨斯州布朗斯维尔附近出现热带风暴，估计其风速为每小时95公里。但是，考虑到气旋经过的地区人烟稀少，观测数据不足，这些数据可能不够准确。风暴的具体移动路线同样无从考证。

### 第三号热带风暴
8月20日，北卡罗莱纳州戴尔县哈特拉斯（Hatteras）近海有一艘船因遭遇风暴受损。另外多份船只观测报告表明有热带风暴在该州近海总体保持向东北方向移动。8月22日，气旋到达距该州最近的位置，沿海地区测得时速72公里的大风，估计风暴也是同一时间在海上达到持续风速每小时120公里的最高强度。8月23日，风暴激起的大浪致使一艘船上的货物全部沉入大海。8月24日，气旋在南塔克特东南方向洋面失去踪影。

### 第四号飓风
9月6日，小安的列斯群岛东侧出现本季第四个、也是持续时间最长的一个热带气旋。风暴规模较小，在向西行进期间以飓风强度袭击瓜德罗普。附近的玛丽-加朗特岛有许多居民疏散到瓜德罗普躲避，其中部分在途中遇难。桑特群岛绝大多数建筑被狂风摧毁，仅有两套留存。巴斯特尔遭受的破坏程度类似，估计死亡人数达300，其中玛丽-加朗特岛有36人丧生。穿越小安的列斯群岛后，飓风行经加勒比海，从牙买加和海地经过后又从南侧绕过古巴，然后在墨西哥湾以弧形路线北上，于9月13日从德克萨斯州和路易斯安那州边境附近登陆，登陆时的气压估计低至969毫巴（百帕，28.6英寸汞柱）。
风暴登陆期间产生强烈潮汐，东侧远至密西西比河河口都受到影响，并朝内陆方向沿伸到卡梅伦堂区的卡尔卡修湖（Calcasieu Lake）。有三个城镇毁于一旦，其中两个从此废弃。全州共有25人丧生，其中大部分生活在利斯堡。附近的德克萨斯州以橙县奥兰治（Orange）灾情最为严重，全镇200户民宅中有196户被毁。飓风还令沙宾河（Sabine River）上19艘船倾覆，夺走多条人命。风暴在路易斯安那州上空减弱，最终于9月14日在阿肯色州上空消散。第四号飓风还有另一个名字，叫“沙宾河－卡尔卡修湖风暴”（Sabine River-Lake Calcasieu Storm）。

### 第五号热带风暴
9月7日，路易斯安那州中南部沿海地区受到热带风暴袭击，气旋前身之前位于加勒比地区上空。估计风暴风速约为每小时120公里，导致一艘船只沉没。气旋的移动路径记载尚不完整，而且有可能就是第四号飓风的误报。

### 第六号飓风
9月28日，一艘船只在特克斯和凯科斯群岛附近遭遇飓风。风暴产生的狂风向西北方向延伸很远，从南卡罗莱纳州查尔斯顿到北卡罗莱纳州哈特拉斯角（Cape Hatteras）间的美国东南沿海地区都受到大浪影响。这场飓风的具体移动路线同样无从考证。

### 第七号飓风
本季最后一个热带气旋于10月18日在巴拿马北侧近海成型。风暴产生的大浪冲击该国海岸数天之久，造成价值30万美元（1865年美元）的破坏。气旋朝西北偏北移动，于10月21日在西加勒比海达到飓风强度，并在转向北上后吹袭古巴，产生的狂风将哈瓦那伯利恒学院天文台（Belen College Observatory）的屋顶摧毁，该市另有多艘船只和多幢房屋毁于一旦。古巴的一间气象站测得的气压为975毫巴（百帕，28.78英寸汞柱），表明气旋风速约为每小时135公里。
经过古巴后，飓风在佛罗里达海峡上空进一步强化，然后以风力时速165公里的最高强度袭击佛罗里达州基韦斯特。估计风暴的气压低至969毫巴（百帕，28.6英寸汞柱），基韦斯特港所有的船只要么被吹上岸，要么便沉入大海。当地前后三天测得的降雨总量约为104毫米。附近位于干龟群岛的杰斐逊堡有一幢建筑被毁，另有多幢受损，导致一人丧生。气旋之后经小幅减弱后进入佛罗里达州本土上空，西大西洋有十来艘船遭遇飓风。10月25日，风暴在百慕大北面失去踪影。